# Pierre Kaffer
Pierre Kaffer (ur. 7 listopada 1976 roku w Bad Neuenahr-Ahrweiler) – niemiecki kierowca wyścigowy.

## Kariera
Kaffer rozpoczął karierę w międzynarodowych wyścigach samochodowych w 1994 roku od startów w Niemieckiej Formule Ford 1800. Z dorobkiem 62 punktów został sklasyfikowany na siódmej pozycji w klasyfikacji generalnej. W późniejszych latach Niemiec pojawiał się także w stawce Formuły Ford Zetec, Formuły Opel Lotus, Formuły Opel Lotus Nations Cup, Niemieckiej Formuły Opel, Formuły 3 - 100 Meilen von Hockenheim, Niemieckiej Formuły 3, Masters of Formula 3, Formula 3 Korea Super Prix, Grand Prix Makau, Porsche Supercup, Niemieckiego Pucharu Porsche Carrera, Le Mans Endurance Series, American Le Mans Series, 24-godzinnego wyścigu Le Mans, Deutsche Tourenwagen Masters, 24h Nürburgring, 24H Series Toyo Tires, Le Mans Series, Grand American Rolex Series, VLN Endurance, FIA GT Championship, Porsche Supercup, Grand American Rolex Series, 24h Nürburgring, VLN Endurance, International GT Open, Intercontinental Le Mans Cup, European Le Mans Series, FIA World Endurance Championship, Dunlop 24H Dubai oraz United Sports Car Championship .

## Wyniki w 24h Le Mans
| Rok  | Zespół                    | Partnerzy                            | Samochód               | Klasa   | Okr. | Poz. | Klasa Pos. |
| ---- | ------------------------- | ------------------------------------ | ---------------------- | ------- | ---- | ---- | ---------- |
| 2004 | Audi Sport UK Team Veloqx | Allan McNish Frank Biela             | Audi R8                | LMP1    | 350  | 5    | 5          |
| 2008 | Farnbacher Racing         | Pierre Ehret Lars-Erik Nielsen       | Ferrari F430 GT2       | GT2     | 317  | 23   | 3          |
| 2009 | Risi Competizione         | Jaime Melo Mika Salo                 | Ferrari F430 GT2       | GT2     | 329  | 18   | 1          |
| 2010 | Risi Competizione         | Jaime Melo Gianmaria Bruni           | Ferrari F430 GT2       | GT2     | 116  | NU   | NU         |
| 2011 | PeCom Racing              | Luís Pérez Companc Matías Russo      | Lola B11/40-Judd       | LMP2    | 139  | NU   | NU         |
| 2012 | PeCom Racing              | Luís Pérez Companc Soheil Ayari      | Oreca 03-Nissan        | LMP2    | 352  | 9    | 3          |
| 2013 | Pecom Racing              | Luís Pérez Companc Nicolas Minassian | Oreca 03-Nissan        | LMP2    | 325  | 10   | 4          |
| 2014 | AF Corse                  | Davide Rigon Olivier Beretta         | Ferrari 458 Italia GTC | GTE Pro | 28   | NU   | NU         |